# Parshall (Colorado)
Parshall es un lugar designado por el censo ubicado en el condado de Grand en el estado estadounidense de Colorado. En el Censo de 2010 tenía una población de 47 habitantes y una densidad poblacional de 60,69 personas por km².

## Geografía
Parshall se encuentra ubicado en las coordenadas 40°3′20″N 106°10′34″O / 40.05556, -106.17611. Según la Oficina del Censo de los Estados Unidos, Parshall tiene una superficie total de 0.77 km², de la cual 0.77 km² corresponden a tierra firme y (0%) 0 km² es agua.

## Demografía
Según el censo de 2010, había 47 personas residiendo en Parshall. La densidad de población era de 60,69 hab./km². De los 47 habitantes, Parshall estaba compuesto por el 89.36% blancos, el 0% eran afroamericanos, el 0% eran amerindios, el 0% eran asiáticos, el 0% eran isleños del Pacífico, el 10.64% eran de otras razas y el 0% pertenecían a dos o más razas. Del total de la población el 12.77% eran hispanos o latinos de cualquier raza.